# Korošica (hudournik)
Korošica je gorski potok, ki izvira na vzhodnih pobočjih gore Krvavec (1853 m) in Veliki Zvoh (1971 m), teče po globeli, imenovani Korošica in se nedaleč od nihajne žičnice, ki povezuje Veliko Planino z dolino, kot desni pritok izliva v reko Kamniška Bistrica. Večja pritoka Korošice sta Pekov graben in Dolgi potok.